# 神奇马戏团之动物饼干
《神奇马戏团之动物饼干》（英語：Animal Crackers） 是由斯科特·克里斯蒂安·萨瓦和托尼-班克罗夫特执导的2017年动画喜剧奇幻电影，由萨瓦和迪恩·洛雷编剧，改编自动物形状的饼干（也松散地改编自萨瓦的漫画小说）。主要的配音演员包括艾美莉·賓特、約翰·卡拉辛斯基、丹尼·德维托、伊恩·麦凯伦、席維斯·史特龍、派屈克·華博頓、雷文-西蒙尼。该片讲述了一个家庭偶然发现了一盒神奇的动物饼干，吃了饼干的人都会变成饼干所代表的动物，而这只动物却奇迹般地拯救了与这个家庭有关系的马戏团。
该片于2017年6月12日在安纳西国际动画电影节首映。该片于2018年7月21日在中国大陆上映。于2020年7月24日在Netflix上映，影评人对其评价褒贬不一。